# 車床

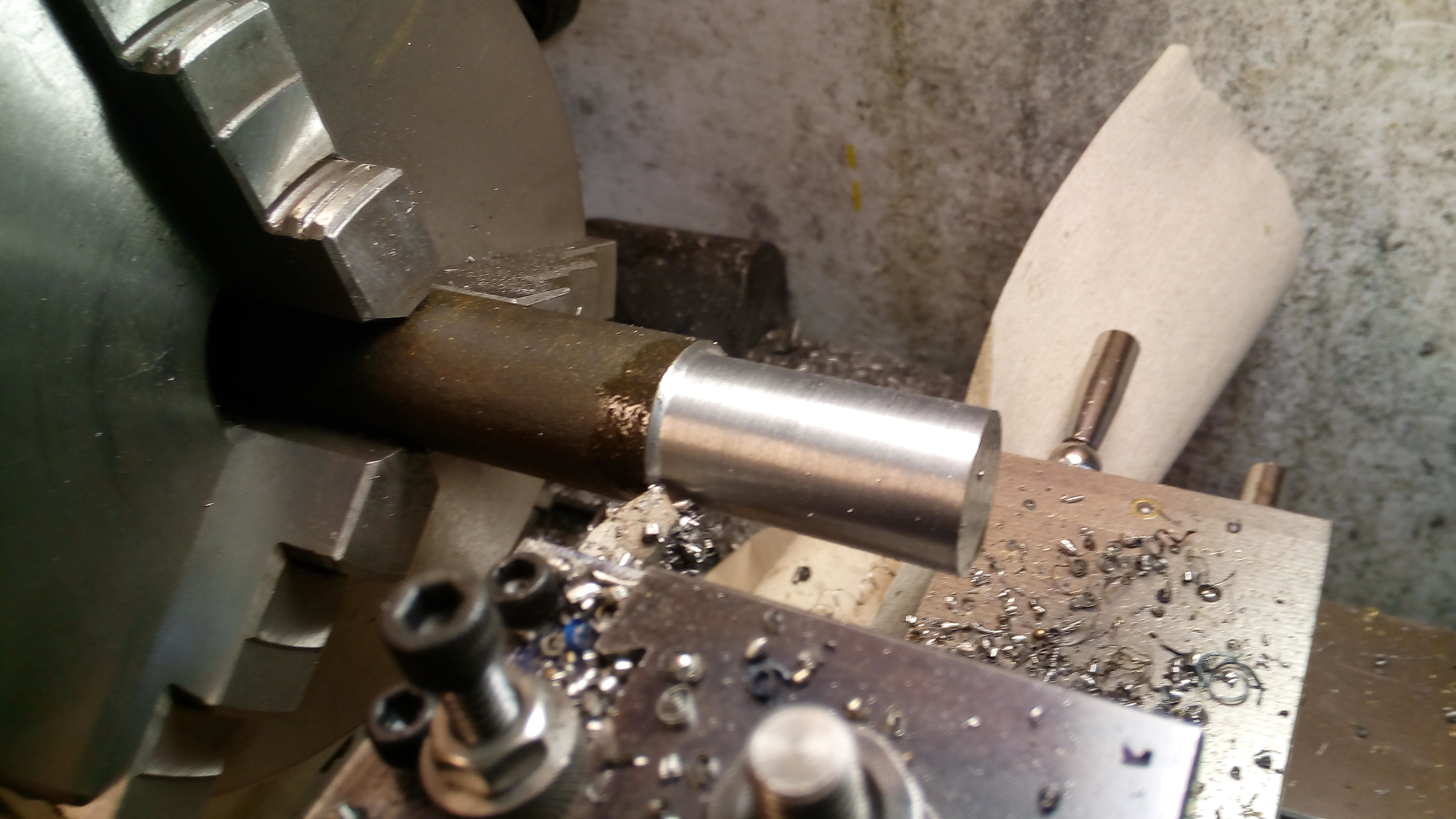
金屬加工車床「車端面」工作示例

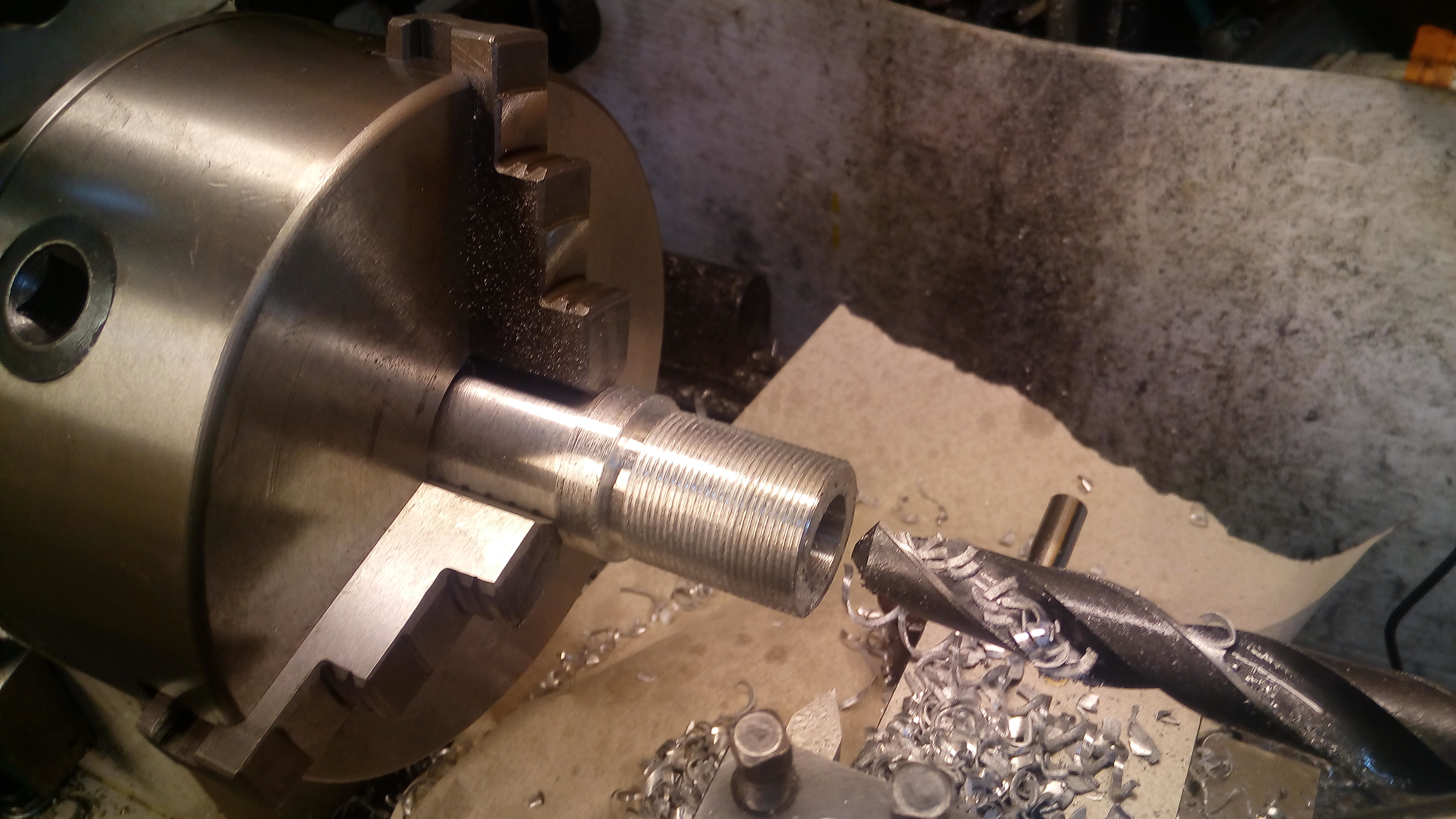
「中心鑽孔」工作示例

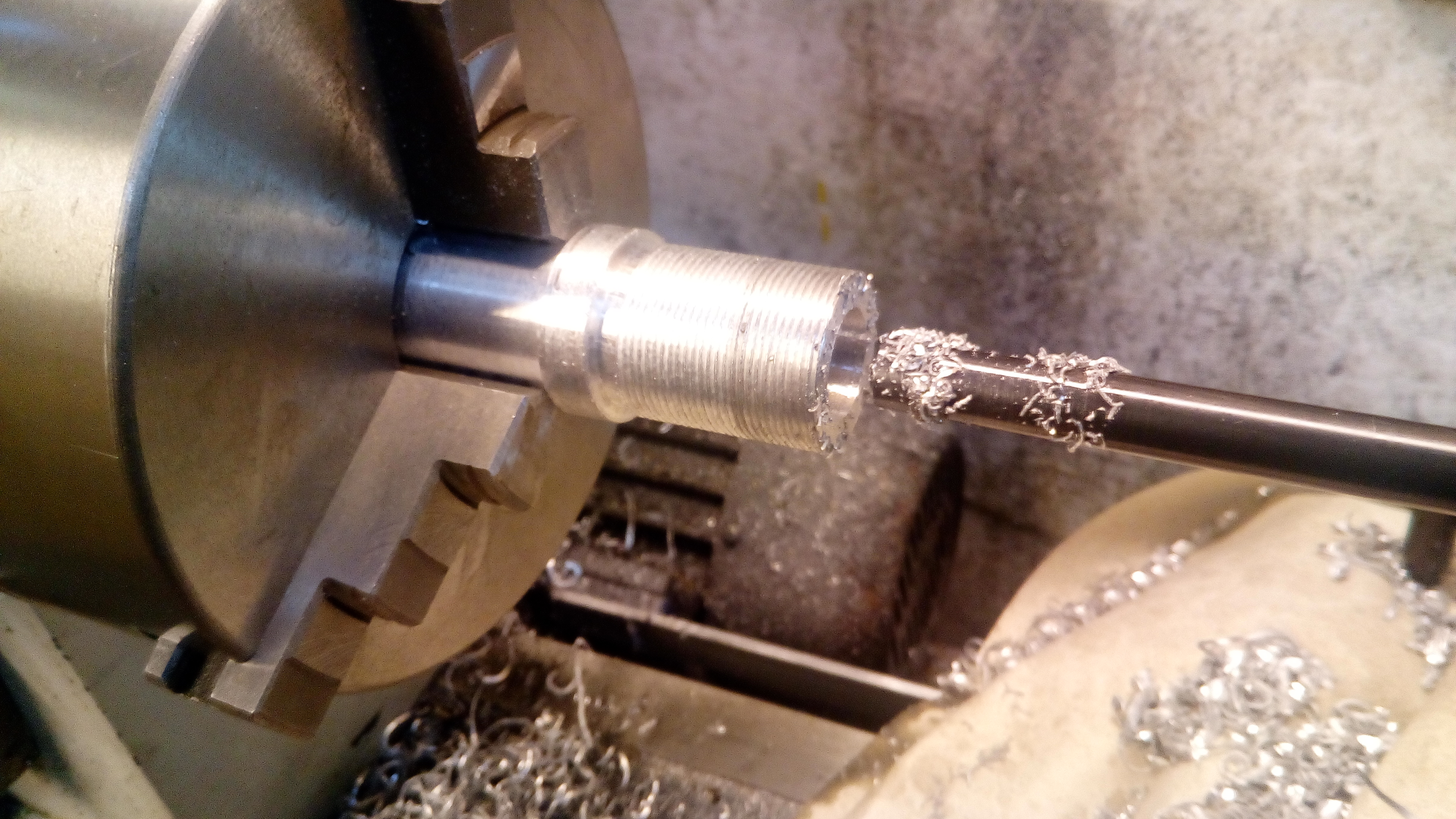
「鏜孔」工作示例

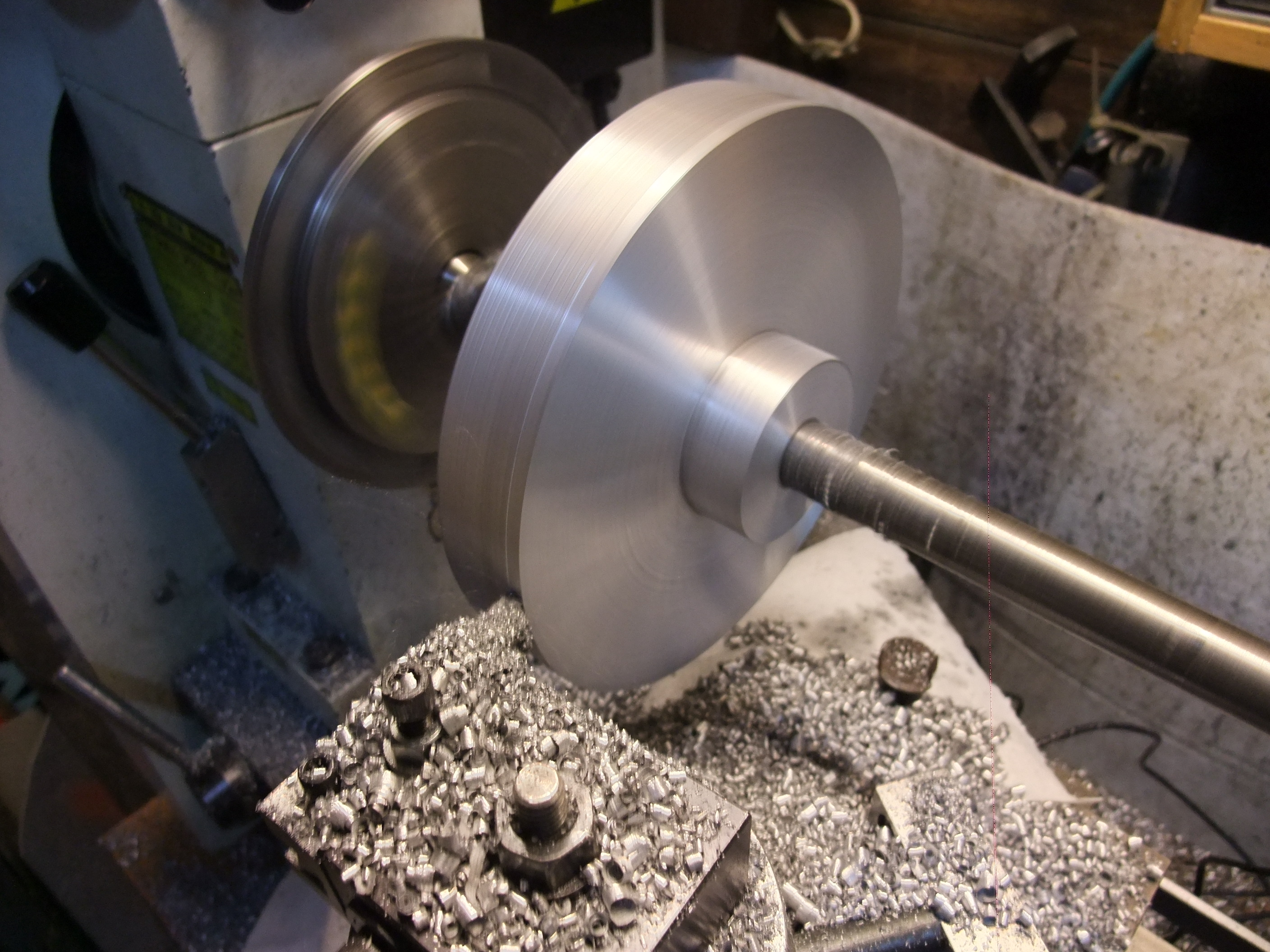
「心轴旋轉」工作示例

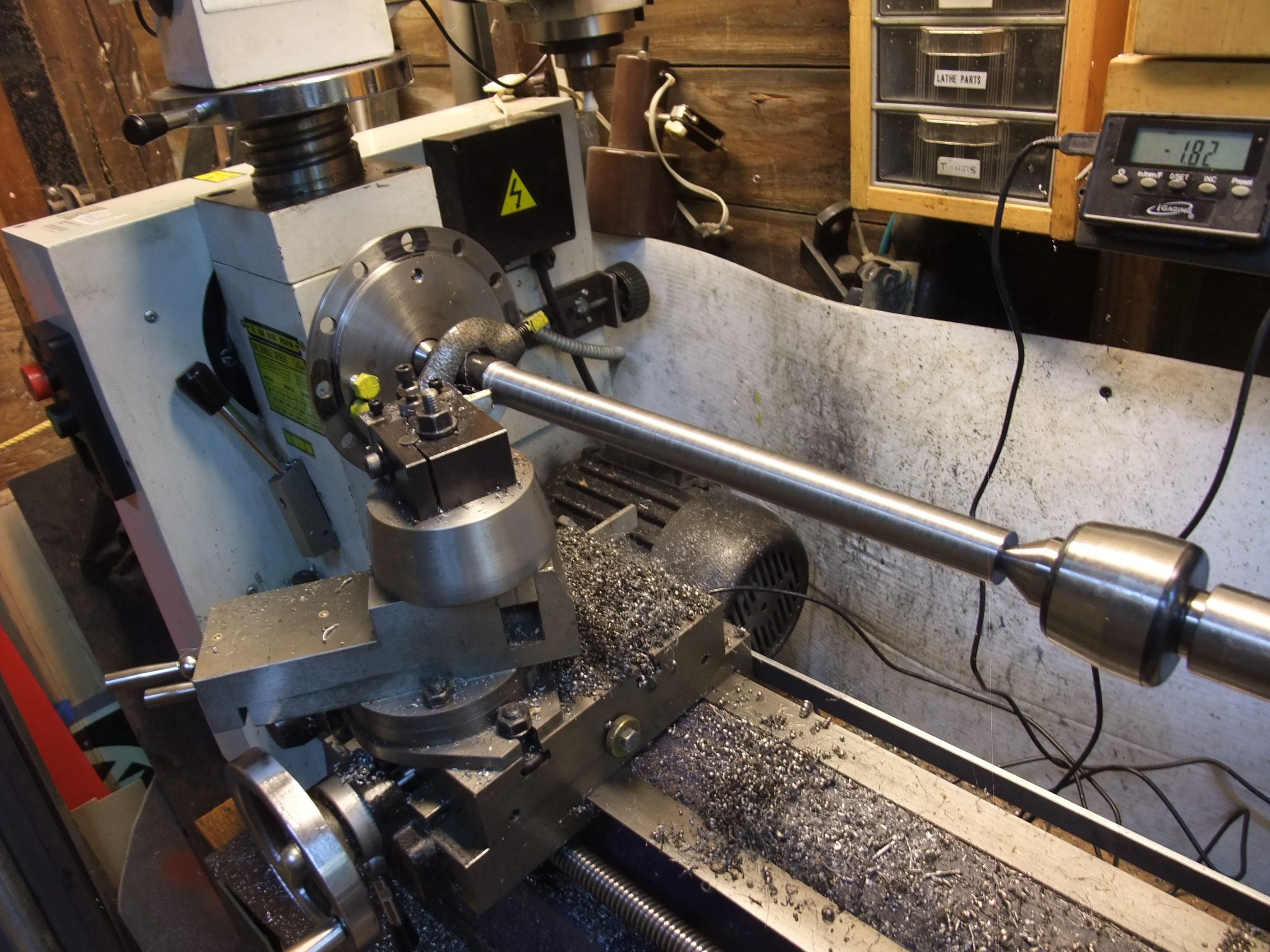
「長杆旋轉」工作示例

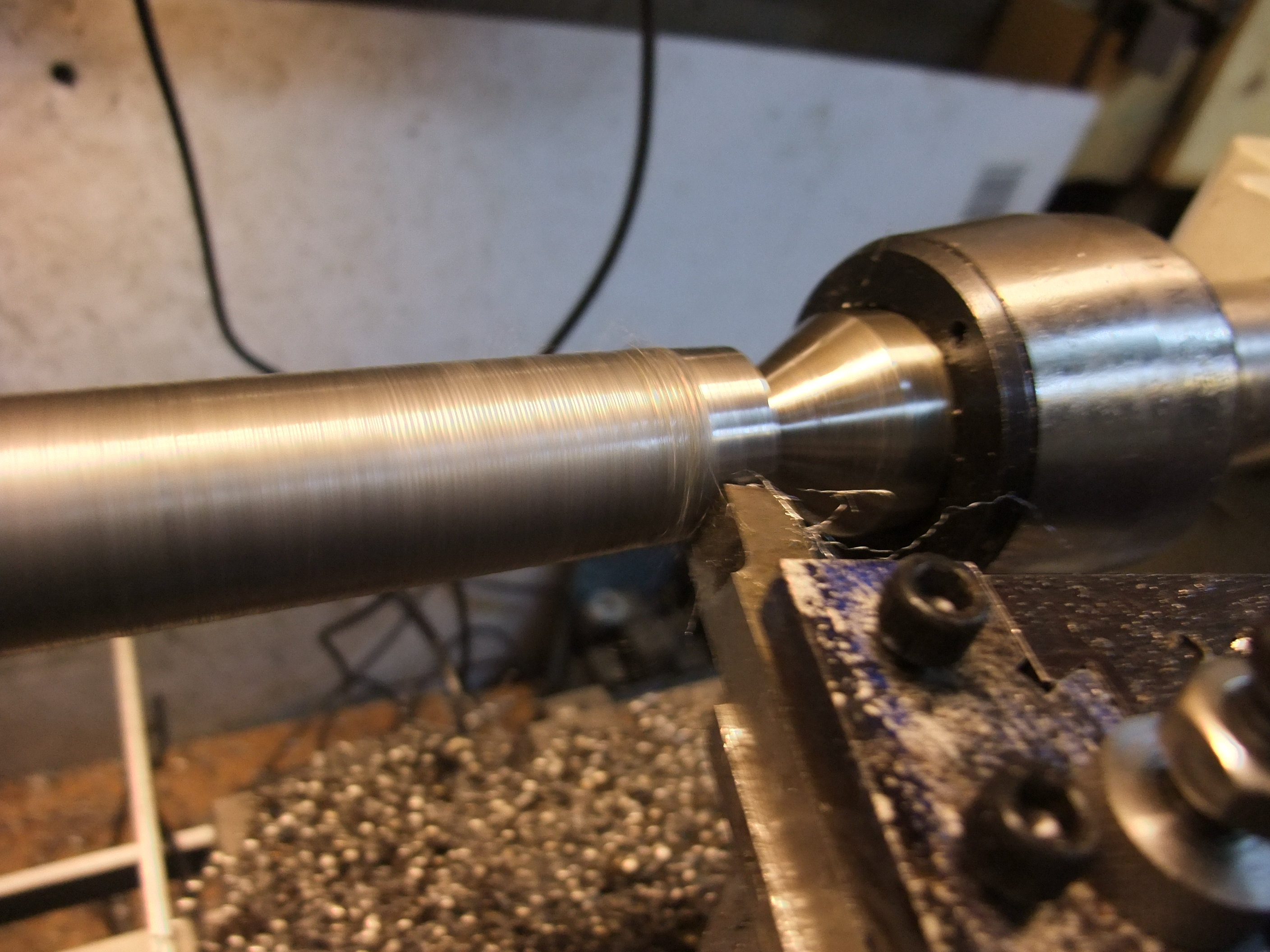
垂直剪切刀使用示例

車床，是工具機的一種，將工件固定在主軸上高速旋轉，以進給運動中的刀具加工。
車床是由電力驅動馬達，經皮帶及齒輪等傳動系統使主軸轉動，帶動主軸夾頭上之工件旋轉，再利用固定於刀架上之車刀進行車削之工具機，主要加工工件為圓型桿件，切削工作有車端面、內外直徑、圓弧、錐度、鑽孔、搪孔、偏心、壓花、切斷、切槽、車螺牙。一般車床配備各種專用刀具，可完成內外圓加工、鑽孔、車螺紋、切斷车槽、端面加工、车外圆、钻中心孔、车孔，铰孔、车圆锥、车成形面、滚花、盘绕弹簧等加工程序。

## 歷史
車床是一種古老的工具，其雛型可追溯至古埃及。1797年，英國人亨利·莫茲利發明了近代所認知的車床。

## 構造

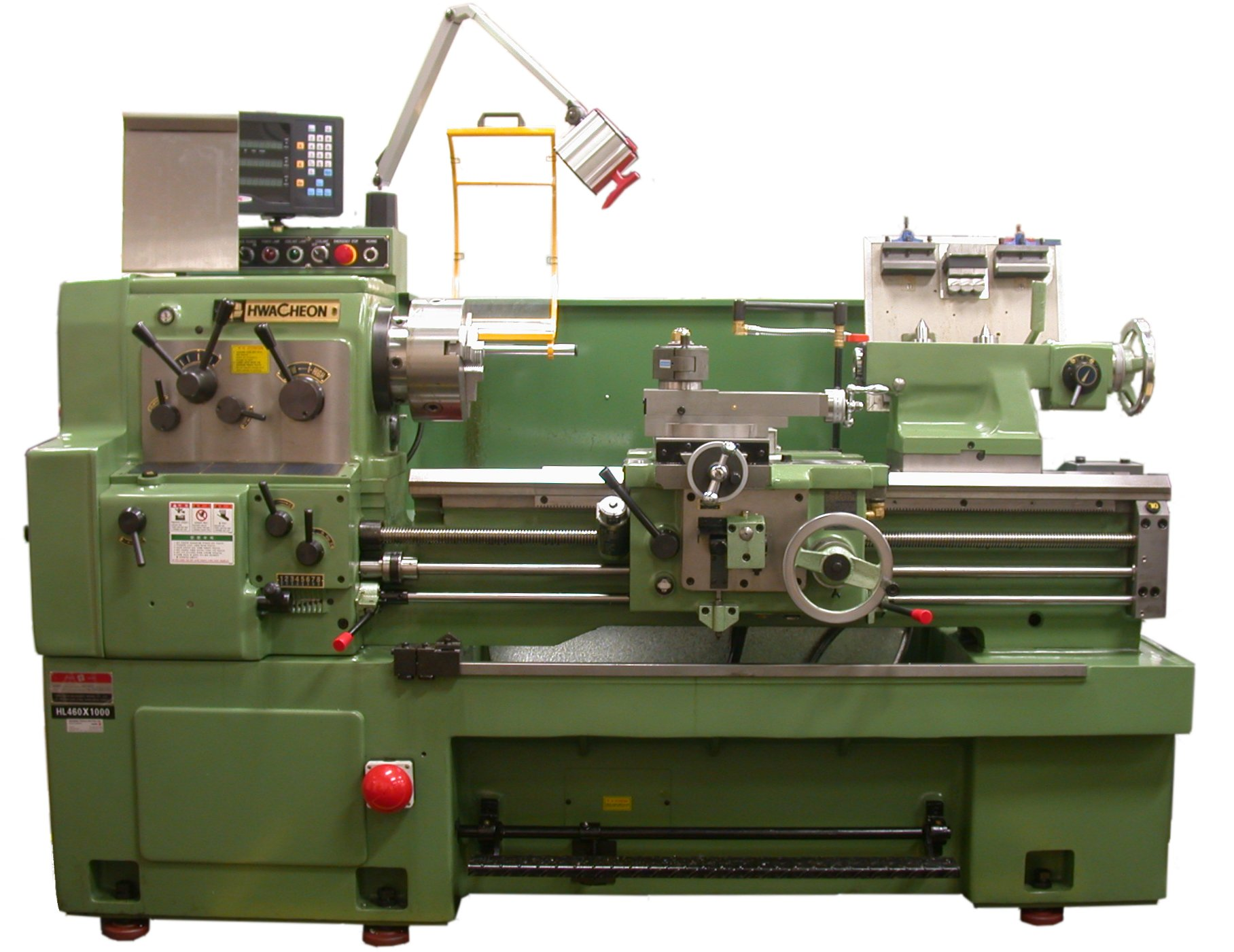
圖中顯示一個金屬加工普通車床。

以下以卧式普通车床为例介绍。

### 頭座
頭座（英語：Head stock）：包含有傳導機構與莫氏錐度之中空主軸組成。主軸後段裝置齒輪，與傳導機構之塔輪或齒輪連接，帶動主軸運轉。主軸前段可裝置夾頭、面盤等夾具夾持工件。

### 主軸變速箱
- H1：机油量观察窗
- H2：中級齒輪桿
- H3：主軸高低速變換桿
- H4：主軸（Main Spindle）
- H5：不倒翁齒輪-前進/後退，啮合/脫開
- H6：变速箱，图中为八段变速

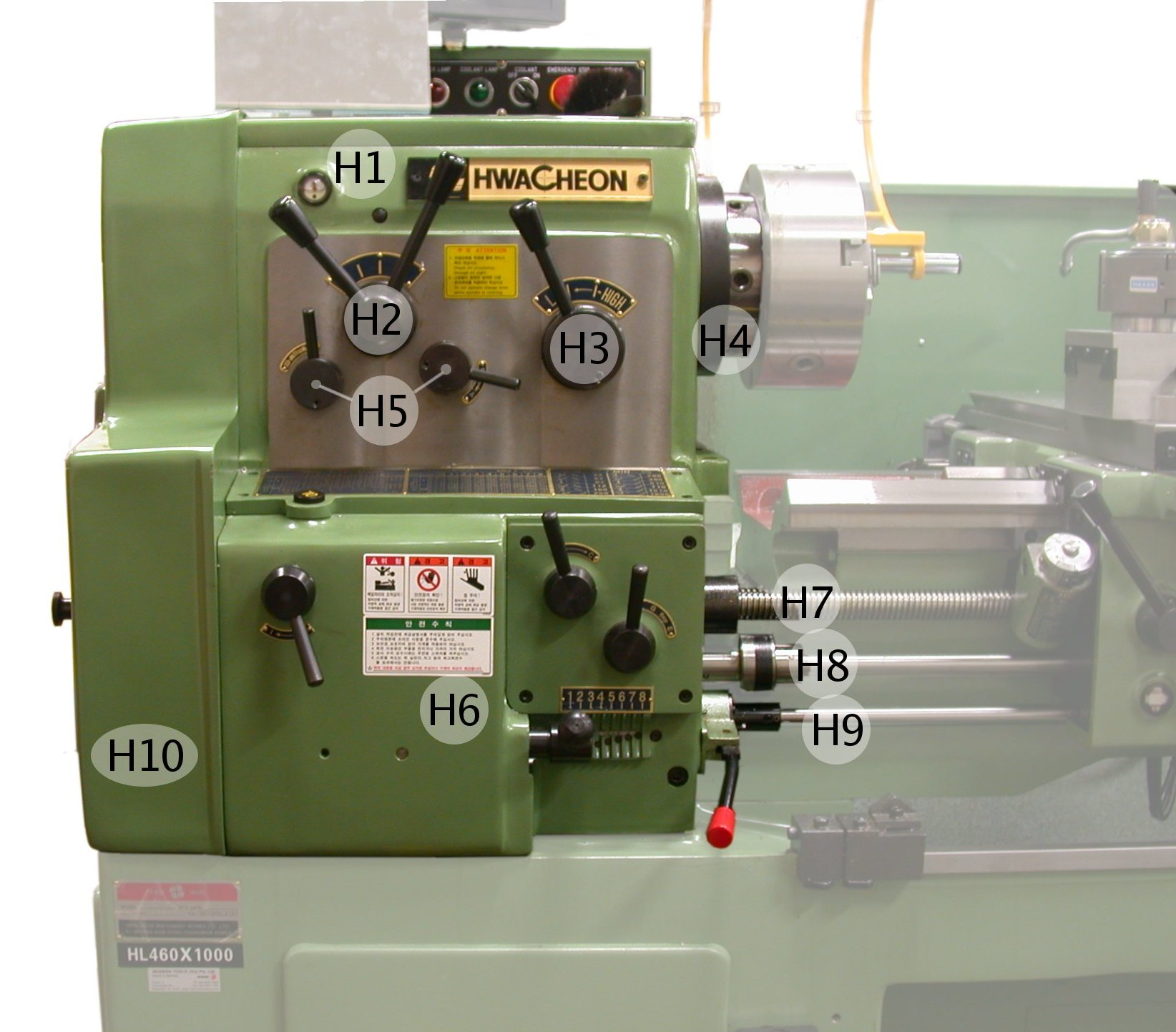
主軸變速箱

- H7：導螺桿（或称丝杠）（Ball Screw）
- H8：進給桿（或称光杠）（Feed Rod）
- H9：刀架移动开关
- H10：挂輪護蓋

主电动机经过包含 H2、H3 在内的传动链带动主轴 H4 旋转，主轴再经由 H5、H6 控制下带动 H7 或 H8，实现主轴旋转与刀架进给的联动。
H7 称为丝杠、H8 称为光杠，皆因其螺纹（螺丝）与光滑表面而得名。
H9 是一个四向五位（即可在十字形的轨迹上扳动）的手柄，上下扳动可以更改光杠旋转方向，中间位置切断来自主轴的传动链、停止光杠转动并防止运动干涉，再左右扳动则接通快速进给电动机实施快速走刀。也有车床的该手柄只能上下扳动（两向三位）、快速走刀是装在溜板箱上的单独手柄。
如果变速箱内置的档位无法满足加工要求，可打开 H10 盖子、将特定齿数的齿轮挂装在轴上，扳动手柄选择挂轮即可按照挂轮所设定的传动比走刀。

### 床台
床台（英語：Lathes bed）：有两条精度很高的V形导轨和矩形导轨，其導軌一般都經過高频硬化處理製成。導軌分兩部份，以引導刀座（Carriage）與尾座（Tail stock）移動。床台下方裝置一導螺桿，其螺桿會配合主軸之轉速，可配合刀座部份的自動進刀機構進行車螺紋、工件滾紋（或稱壓花）之工作。
床台的斷面形狀，依製造工廠有不同設計樣式，大致分為英式和美式兩種。
英式床台和美式床台比較
| 英式床台                                              | 美式床台                                  |
| ----------------------------------------------------- | ----------------------------------------- |
| 1. 因為床身的面寬，磨耗比較少。                       | 1. 走刀架是用寬的滑動面支持能比較做的薄。 |
| 2. 因為接觸面少，移動刀架不費力。                     | 2. 有凸起的軌道能正確引導走刀架。         |
| 3. 走刀架薄，走刀架上的滑動力變大。                   | 3. 切屑能少掉到床面上。                   |
| 4. 因為床身面寬，加在單位面積的壓力小，壓出的油也少。 | 4. 能少在床面上放置工具及車刀。           |
| 5. 由於面平注油不易流掉。                             | 5. 尾軸架能正確地向主軸線引導。           |

### 溜板箱與刀座

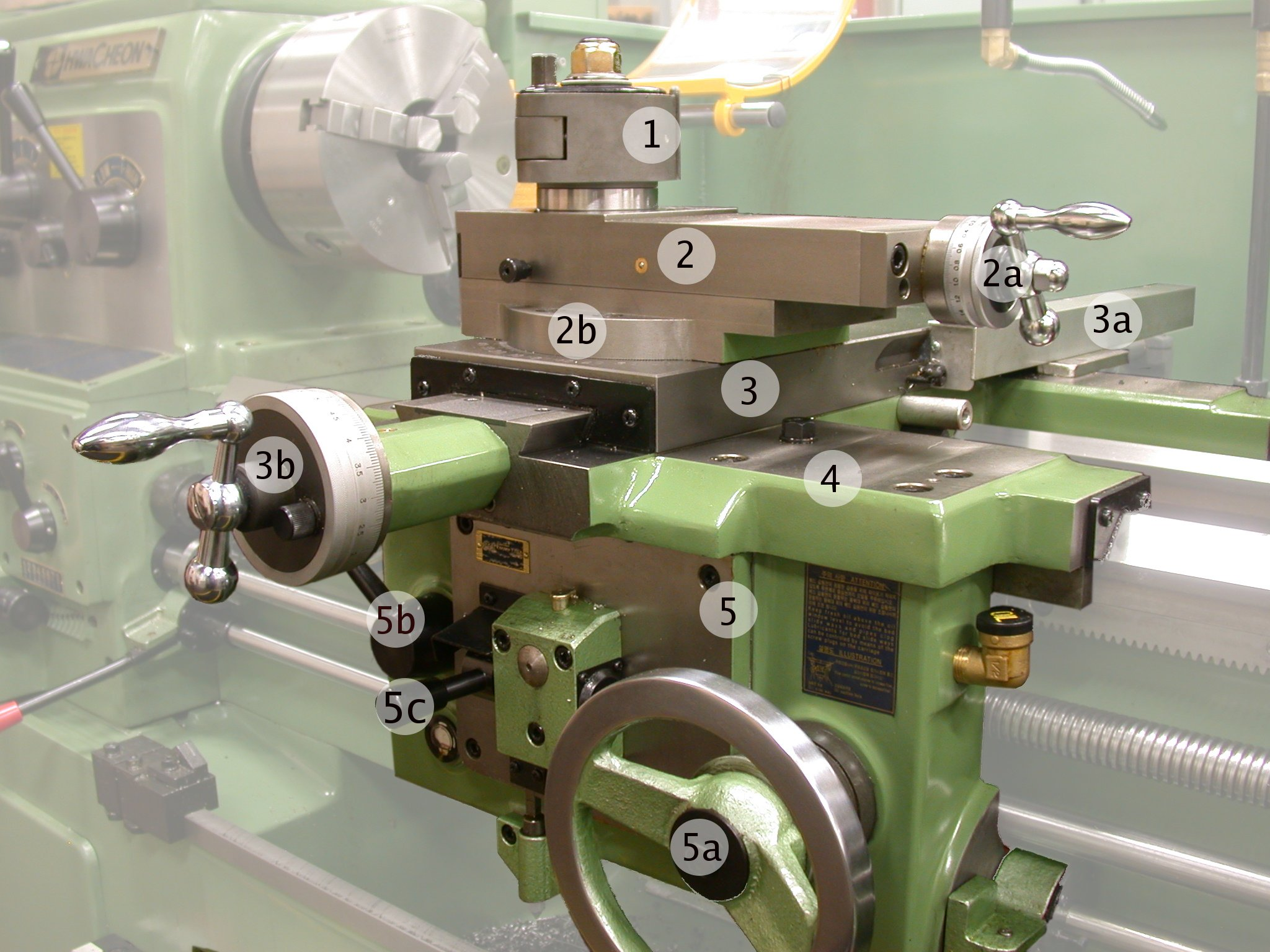
溜板箱與刀座

溜板箱架在床身上，側面垂下部分裝有傳動機構以從丝杠與光杠接受運動，帶動上方承裝的刀架進刀切削。
刀座（或稱刀架）：包含複式刀座與自動進刀機構等。複式刀座可操作橫向進刀與縱向進刀。一般而言，車床縱向進刀由溜板箱上的大手輪（進刀手輪）操作、橫向進刀由刀座上的手輪操作。自動進刀機構進行車螺紋、工件滾紋的原理係利用車床上工件作一等速運轉，配合刀座之刀具以等速直線移動的方式進行車削。
- 1: 方形刀架
- 2: 複式刀架上座
- 2a: 複式刀架進刀手輪
- 2b: 分度盤
- 3: 橫向滑板
- 3a: 對側支架
- 3b: 橫向進刀手輪
- 4: 床鞍（Saddle）
- 5: 裙床（或稱溜板箱）（Apron）
- 5a: 縱向進刀手輪（Handwheel）
- 5b: 螺紋 / 光滑面切削控制桿
- 5c: 縱橫進刀控制桿

1 上夾持有車刀。有些車床的該部件可同時夾持四把車刀，用每次旋轉90°的手柄選擇一把車刀進行加工，省去頻繁換刀的麻煩。
2 可以在2b上旋轉，使横向進刀變為斜向進刀，用於加工斜面。
當5b扳到螺紋檔位時，溜板箱內两個半螺母扣在絲槓上，同時光槓上滑移齒輪到床身齒條的傳動鏈斷開，刀架由絲槓帶動進行螺紋的車削；反之由光槓配合床身齒條帶動進行外圓切削。
5c控制2或3是否與光槓聯動，即是否自動進刀。

### 尾座

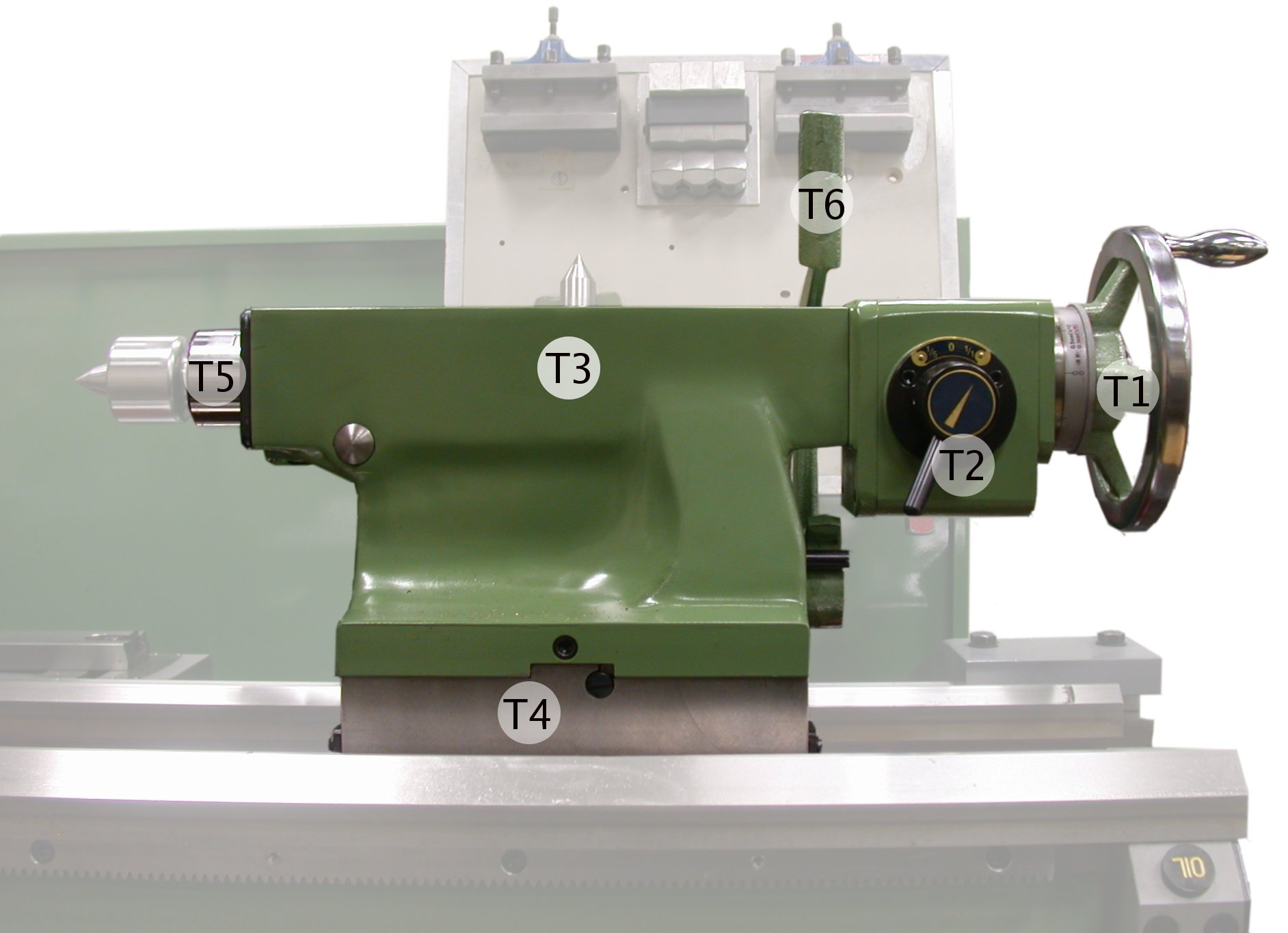
尾座台

尾座：位於床台的右側位置。尾座的軸孔為莫氏錐度，可裝置鑽頭、絞孔刀與螺絲攻進行內孔加工之工作。亦可配合工件長度的需要，在導軌（Ways）上移動尾座；此時尾座可裝置頂心頂住夾頭所夾持之工件，避免夾頭所夾持之工件過長而不易夾持。
- T1：尾座手輪（Handwheel）
- T2：減速齒輪箱（可選）
- T3：身體
- T4：可調底座
- T5：頂心（Taper）
- T6：鎖定桿

### 床座
床座包含床台（床軌）及基座（床架），下部為基座；上部為床台。

## 附件
由於工作上的需要，設有許多的附件。

### 夾頭（Lathe chuck）

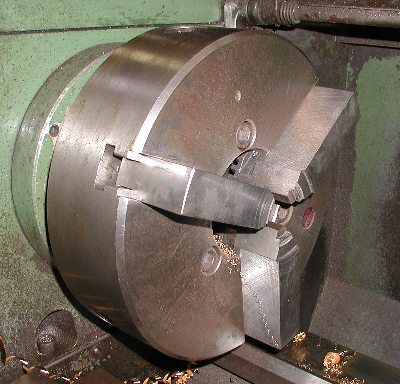
夾頭

夾頭是機床上用來夾持工件的機械裝置。

### 花盤（Face plate）
花盤又稱面盤，是一台車床的基本夾具附件，用於木材或金屬車削車床。它是一個圓形金屬（通常是鑄鐵）板。面盤上有很多放射狀或不規則平行的細長溝，用於裝置較大或不規則形狀工作物之搪孔工作、鑽孔工作、用其他方法無法夾持加工之工作物。

### 心軸（Finger）
它是套用經過加工後之工作物之孔內，心軸兩端開有頂心孔，以便一端由頂心支持，另一端崁入主軸端。
- 實體心軸：
- 膨脹心軸：
- 排心軸：
- 螺絲心軸：
- 圓錐體心軸：

### 頂心（頂尖、頂針）、牽轉具（夾頭、卡箍）
頂心用來支撐工作物的，裝在主軸端稱活頂心又稱前頂尖，裝在尾座稱為死頂心又稱後頂尖。
牽轉具，中空部位可用以夾持工作物。
- 心形牽轉具又稱為雞心夾頭，通常用來夾持圓形的工作物。
- 夾子形牽轉具：夾子形牽轉具通常用來夾持方形之工作物。

### 驅動盤（Driven Disc）
驅動盤，安裝於車床主軸上，當其迴轉時，使夾持於兩頂心間之工作物旋轉，以便進行車削加工。

### 筒夾（Collet chuck）
筒夾是一種零件，它主要負責把小直徑的工作物夾緊於主軸端。主要用於六角車床及自動車床。

### 中心架（Steady Rest）
避免工作物產生撓曲現象，用來支撐細長工作物，裝設在刀具座上並隨之移動的穩定扶架。

### 角板（Angle plate）
使用於工作物不能直接安裝於面盤上的一種輔助工具。

### V槽塊（V夾塊）
用來訂定工作物中心位置。

### 車刀（Turnig Tool）
用於加工，工作物外表。

## 車削加工
车削是一种加工工艺，主要通过刀具的直线或曲线运动，将装夹在车床主轴端面上旋转的工件切削加工成合格的零件。
车削圆锥时，如采用转动小拖板法，不受锥度大小的限制，但不能加工较长的圆锥。
车削的特点有：加工平稳，易于保证工件表面位置精度；生产率高；生产成本低；所用刀具简单；应用范围广。

### 硬车技术（Hard turning）
- 硬车削用于加工高硬度工件。
- 硬车削加工质量好，可以部分替代磨削。
- 刀具使用立方氮化硼（CBN）、陶瓷等材料。
- 大多数情况下，硬车削不使用冷却液。

### 切削液
切削液是金屬切削加工效率及車刀壽命的重要配套材料。

### 輥紋
輥紋，（又稱滾花、滾紋、壓花），為機件表面增加摩擦力或便於持握而特別製成凹凸紋路，這些花紋一般是在車床上用滾花刀滾壓擠件使其表面產生花紋。
輥紋對車床來說是損耗極大的工作，應以低轉速來操作。輥紋部位離夾頭 50 釐米以上時，應以尾座台頂工作物中心，將工作物支撐牢固。

## 轉動切削參數
切削參數要考慮基本的轉折過程是：
- 選擇最合適的類型的工具
- 夾緊系統
- 切削速度（V c）在米/分鐘
- 外徑車削
- 每分鐘轉數（RPM）車床主軸
- 切削深度
- 剪切
- 類型的車床及配件適合

### 切削速度
切削速度快慢，取決於很多因素，特別是質量和類型的工具使用，切削深度，硬度和可加工的材料有被加工進給速度和使用。主要限制了機器的速度原因是它的範圍、主軸馬達功率和剛性固定的工件和刀具。
公式：
{\displaystyle V_{c}\left(\mathrm {m \over min} \right)\ =\ {\frac {n\ \mathrm {(min^{-1})} \ \times \ \pi \times \ \mathrm {D_{c}(mm)} }{1000\left({mm \over m}\right)}}}
其中 Vc 是切削速度，n 是机床的每分钟转数，Dc 是工件的直径。
過度的切削速度可導致：
- 工具快速磨損。
- 工作物的品質降低。

切削速度過低會導致：
- 影響排屑，刃尖容易產生積屑。
- 低效率。
- 加工成本變高。

### 旋轉速度的工件
在傳統的車床有一個有限的範圍內的速度，取決於速度的主要引擎和變速齒輪箱。在數位車床，這個速度與控制系統的反饋，通常採用可變頻率和速度，可以選擇任何一個範圍內的速度高達全速。
刀具的旋轉速度與切削速度成正比，與刀具的直徑成反比。
{\displaystyle n\ (min^{-1})={V_{c}\left({m \over min}\right)*1000\left({mm \over m}\right) \over \pi *D_{c}(mm)}}

## 种类
由於工業的發達使得實際工作需求日益增進下，為適應各種加工產品及近代自動化加工潮流勢，以符合生產需要，發展多種不同功能與特性：

### 普通車床（Centre lathe）
普通車床，為目前使用最廣泛的車床種類。早期的普通車床傳動是藉由皮帶傳導的塔輪變速，現今已改用齒輪變速箱傳動。齒輪變速箱的優點為可精確掌握主軸之轉速，且無主軸轉速過高，皮帶摩擦消耗、滑動之情形，因為其主軸是水平放置，所以又名卧式車床。若床面為凹口者，則為凹口車床（Gap lathe）。

### 桌上車床（Bench lathe）
桌上型車床又稱台式車床，其型式及構造類似普通車床，通常安裝於工作桌上使用而得名，適用於生產精密量具、儀器及小零件之生產。

### 立式車床（Vertical Lathe）
立式車床的主軸為垂直安裝，床台則成水平方向，工件置於可旋轉的床台上。特別適於加工直徑大，但長度短之工件。

### 六角車床（Turret lathe）
六角車床又稱轉塔車床，以六角形旋轉刀塔取代普通車床之尾座而設計。特別適於加工需多種加工程序(如鑚孔、鉸孔、搪孔)中大量之工件，適合大量生產。

### 自動車床（Automatic Lathe）
自動車床，能夠自動照工作物加工次序車削，車製完成後會自動退刀、進料，並進行下一個成品的車削，適合較小直徑工件之大量生產。

### 靠模車床（Copying Lathe）
靠模車床又稱仿削車床，利用觸針依照模型或樣板的形狀移動，車刀也隨之移動車削工作物，因此可以正確地車削出與模型一樣的工件。

### 數控機床（Computerized Numerical Control Lathe）
全名為「電腦數值控制車床」，簡稱「數控機床」。優點為適於加工生產中大數量、設計複雜、要求精密度高的工件。

## 安全標準
當在車床工作時，必須遵守某些規定，以確保不會發生任何事故造成可能的傷害。
| 1  | 使用安全設備： 護目鏡、安全面罩等。                                                                                                  |
| 2  | 不要穿著寬鬆的衣服，長髮需要戴好工作帽，头发塞入帽中。                                                                               |
| 3  | 不可佩帶麻布手套工作，因不慎被旋轉中的機械鈎到時可能不會立即破裂，易有連帶將手掌捲入的風險。                                         |
| 4  | 所穿工作服必須是全棉的，不能是化學纖維，如果發生工作意外，化纖服裝不會像棉製品一樣易於撲救，而會化為液滴粘在身上。增加醫療難度。     |
| 5  | 建議使用安全鞋。 |
| 6  | 始終保持工作場所清潔。 |
| 7  | 不要佩戴首飾，如：項鍊、手鐲、戒指。                                                                                                 |
| 8  | 要知道如何控制和操作的車床並必須知道如何停止運作。                                                                                   |
| 9  | 必需在光線充足的地方，但燈光不宜過多，以免造成太大的眩光。                                                                           |
| 10 | 加工过程中不能用手或棉纱擦拭零件；不能用手拉切屑，要用专用的钩子刷子清除切屑；不能用手去刹住转动的卡盘，行走时注意不要被长切屑绊脚。 |

### 引用
1. ↑  《車工操作法》，鄭鐵 著，正言出版社，1967年，1頁
2. ↑  《車工操作法》，鄭鐵 著，正言出版社，1967年，3頁
3. ↑  《車床切削技術》，黃春忠 繆昌瑜 合譯，徐氏基金會，18頁
4. ↑  《車工操作法》，鄭鐵 著，正言出版社，1967年，18頁
5. 1 2  《車床工丙級鑑定》，陳其湟 著，全華圖書，6頁
6. ↑  《車床工丙級鑑定》，陳其湟 著，全華圖書，20 ~ 26頁
7. ↑  《機工學》，張甘棠著，三文出版社，P.151 〜 P.152
8. ↑  《機工實習》，黃世峰著，全華出版社，P.9 〜 P.13
9. ↑  《車工操作法》，鄭鐵 著，正言出版社，1967年，26頁～53頁
10. ↑  寇, 元哲; 程, 鸿; 滕, 凯. . ISBN 9787564764760.
11. ↑  《工廠實習-車工》，陳天生 著，全威圖書，131 ~ 132頁，2001年7月20日，ISBN 957-8955-45-6
12. ↑  《車床工丙級鑑定》，陳其湟 著，全華圖書，97頁
13. ↑  《工廠實習-車工》，陳天生 著，全威圖書，2 ~ 8頁，2001年7月20日，ISBN 957-8955-45-6
14. ↑  《車床切削技術》，黃春忠 繆昌瑜 合譯，徐氏基金會，12頁～17頁

### 書目
- 《機械加工法》，Amstead, Ostwald, Begeman著，羅仕鵬，黃純權，陳再萬編譯，高立圖書，1995年4月，ISBN 957-584-159-X，第十五章 工具機的基本元件